# Serie B 1980-1981 (pallamano maschile)
La Serie B è stata la seconda divisione del campionato italiano di pallamano maschile per la stagione sportiva 1980-1981.

## Formula
- Fase regolare: furono disputati tre gironi composti da 10 squadre ciascuno con partite di andata e ritorno.
- Promozioni: le prime di ciascun girone al termine della stagione furono promosse in serie A nella stagione successiva.
- Retrocessioni: le squadre classificate al 9º e al 10º posto al termine della stagione furono retrocesse in serie C nella stagione successiva.

## Girone A

### Classifica
|  | Pos. | Squadra             | Pt | G  | V  | N | P  | GF  | GS  | DR   |
|  | ---- | ------------------- | -- | -- | -- | - | -- | --- | --- | ---- |
|  | 1.   | Alabarda Trieste    | 32 | 18 | 15 | 2 | 1  | 636 | 551 | +105 |
|  | 2.   | Prato               | 31 | 18 | 14 | 3 | 1  | 400 | 288 | +112 |
|  | 3.   | Firenze             | 26 | 18 | 13 | 0 | 5  | 369 | 260 | +109 |
|  | 4.   | Black Devils        | 23 | 18 | 11 | 1 | 6  | 351 | 310 | +41  |
|  | 5.   | Milland             | 18 | 18 | 8  | 2 | 8  | 349 | 345 | +4   |
|  | 6.   | Imola               | 14 | 18 | 7  | 0 | 11 | 353 | 392 | -39  |
|  | 7.   | Pescara             | 12 | 18 | 5  | 2 | 11 | 303 | 371 | -68  |
|  | 8.   | Pallamano Formigine | 10 | 18 | 4  | 2 | 12 | 373 | 427 | -54  |
|  | 9.   | H.C. Pesaro         | 7  | 18 | 3  | 1 | 14 | 307 | 403 | -96  |
|  | 10.  | Torello Sport       | 7  | 18 | 3  | 1 | 14 | 272 | 391 | -119 |

Legenda:

      Promossa in Serie A 1981-1982
      Retrocesse in Serie C 1981-1982

### Verdetti
- Alabarda Trieste: promossa in Serie A 1981-1982
- H.C. Pesaro e  Torello Sport: retrocesse in Serie C 1981-1982.

## Girone B

### Classifica
|  | Pos. | Squadra                 | Pt | G  | V  | N | P  | GF  | GS  | DR   |
|  | ---- | ----------------------- | -- | -- | -- | - | -- | --- | --- | ---- |
|  | 1.   | Gaeta                   | 31 | 18 | 15 | 1 | 2  | 389 | 238 | +151 |
|  | 2.   | Caseificio Maremma      | 26 | 18 | 12 | 2 | 4  | 351 | 333 | +18  |
|  | 3.   | C.S. Esercito           | 25 | 18 | 12 | 1 | 5  | 332 | 247 | +85  |
|  | 4.   | Fondi                   | 24 | 18 | 10 | 4 | 4  | 319 | 256 | +63  |
|  | 5.   | I.T.I.S. Fermi Frascati | 24 | 18 | 11 | 2 | 5  | 338 | 284 | +54  |
|  | 6.   | San Camillo             | 14 | 18 | 7  | 0 | 11 | 364 | 380 | -16  |
|  | 7.   | Olimpic Massa           | 14 | 18 | 7  | 0 | 11 | 273 | 337 | -64  |
|  | 8.   | Sassari                 | 11 | 18 | 5  | 1 | 12 | 303 | 361 | -58  |
|  | 9.   | Caerenova               | 9  | 18 | 4  | 1 | 13 | 254 | 289 | -35  |
|  | 10.  | CUS L'Aquila            | 2  | 18 | 1  | 0 | 17 | 225 | 418 | -193 |

Legenda:

      Promossa in Serie A 1981-1982
      Retrocesse in Serie C 1981-1982

### Verdetti
- Gaeta: promossa in Serie A 1981-1982
- Caerenova e  CUS L'Aquila: retrocesse in Serie C 1981-1982.

## Girone C

### Classifica
|  | Pos. | Squadra        | Pt | G  | V  | N | P  | GF  | GS  | DR   |
|  | ---- | -------------- | -- | -- | -- | - | -- | --- | --- | ---- |
|  | 1.   | ACR Conversano | 33 | 18 | 16 | 1 | 1  | 388 | 262 | +126 |
|  | 2.   | Scafati        | 26 | 18 | 13 | 0 | 5  | 377 | 299 | +78  |
|  | 3.   | Neapolis       | 24 | 18 | 11 | 2 | 5  | 330 | 275 | +55  |
|  | 4.   | CUS Palermo    | 24 | 18 | 11 | 2 | 5  | 327 | 286 | +41  |
|  | 5.   | Dinamic Club   | 23 | 18 | 11 | 1 | 6  | 349 | 319 | +30  |
|  | 6.   | CUS Messina    | 14 | 18 | 6  | 2 | 10 | 292 | 295 | -3   |
|  | 7.   | Benevento      | 14 | 18 | 6  | 2 | 10 | 265 | 280 | -15  |
|  | 8.   | ACLI Avellino  | 13 | 18 | 5  | 3 | 10 | 278 | 345 | -67  |
|  | 9.   | ACLI Napoli    | 6  | 18 | 3  | 0 | 15 | 250 | 374 | -124 |
|  | 10.  | Noci           | 3  | 18 | 1  | 1 | 16 | 233 | 354 | -121 |

Legenda:

      Promossa in Serie A 1981-1982
      Retrocesse in Serie C 1981-1982

### Verdetti
- ACR Conversano: promossa in Serie A 1981-1982
- ACLI Napoli e  Noci: retrocesse in Serie C 1981-1982.